# Jorge Orta
Jorge Orta, né en 1953 à Rosario, est un artiste contemporain italo-argentin.

## Biographie
En 1995, il participe à la foire internationale d'art contemporain à Paris, qui se tient à l'espace d'art Yvonamor Palix. En 1996, il organise une exposition révélant la diversité de ses techniques à la galerie de la Pointe du Dourven (Côtes-d'-Armor).